# Комси, Ану
А́ну Ка́тарийна Ко́мси (фин. Anu Katariina Komsi; род. 9 января 1967, Коккола, Финляндия) — финская оперная певица (сопрано).

## Биография
В 1993 году окончила Академию Сибелиуса в Хельсинки. С 1994 по 1998 годы пела в Бременской опере. Исполняла сочинения Монтеверди, Пёрселла, Куперена, Рамо, Моцарта, Доницетти, Верди, Бизе, Сибелиуса, Дебюсси, Малера, Рихарда Штрауса, Шёнберга, Берга, Яначека, Бриттена, Пуленка, Шимановского, Лютославского, Шостаковича, Лигети, Шнитке, Фельдмана. Активно обращается к музыке современных композиторов (Хенце, Дьёрдь Куртаг, Хайнц Холлигер, Кайя Саариахо, Эса-Пекка Салонен, Чин Ынсук, Джонатан Харви, Джеймс Диллон, Джон Зорн, Джордж Бенджамин и др.).
Сестра-близнец — виолончелистка и вокалистка Пийя Комси. Муж — скрипач и капельмейстер Сакари Орамо.